# Scyllarus
Scyllarus is een geslacht van kreeftachtigen uit de familie van de Scyllaridae.

## Soorten
- Scyllarus americanus (Smith, 1869)
- Scyllarus arctus (Linnaeus, 1758)
- Scyllarus caparti Holthuis, 1952
- Scyllarus chacei Holthuis, 1960
- Scyllarus depressus (Smith, 1881)
- Scyllarus paradoxus Miers, 1881
- Scyllarus planorbis Holthuis, 1969
- Scyllarus pygmaeus (Bate, 1888)
- Scyllarus subarctus Crosnier, 1970